# (24828) 1995 SE1
(24828) 1995 SE1 est un astéroïde de la ceinture principale d'astéroïdes découvert en 1995.

## Description
(24828) 1995 SE1 a été découvert le 20 septembre 1995 à Church Stretton, dans les Midlands de l'Ouest en Angleterre, par Stephen P. Laurie.

### Caractéristiques orbitales
L'orbite de cet astéroïde est caractérisée par un demi-grand axe de 2,36 UA, un périhélie de 2,06 UA, une excentricité de 0,13 et une inclinaison de 4,07° par rapport à l'écliptique. Du fait de ces caractéristiques, à savoir un demi-grand axe compris entre 2 et 3,2 UA et un périhélie supérieur à 1,666 UA, il est classé, selon la JPL Small-Body Database, comme objet de la ceinture principale d'astéroïdes.

### Caractéristiques physiques
(24828) 1995 SE1 a une magnitude absolue (H) de 15,1 et un albédo estimé à 0,176.